# Pierre Allais
Pierre Allais, född cirka 1700, död 1782 i Paris, var en fransk pastellmålare, mest känd för sina porträttmålningar av personer ur den franska aristokratin.